# Boko (distrikt)
Boko är ett distrikt i Kongo-Brazzaville. Det ligger i departementet Pool, i den södra delen av landet, 80 km sydväst om huvudstaden Brazzaville.